# Československo na Letních olympijských hrách 1920
Československo na Letních olympijských hrách 1920 v belgických Antverpách reprezentovalo 119 sportovců, z toho 1 žena. Nejmladším účastníkem byl lehký atlet Adolf Reich (18 let, 276 dní), nejstarším pak zápasník Josef Huml (40 let, 62 dní) Reprezentanti vybojovali 2 medaile, obě bronzové.
Předchozích her v roce 1912 se účastnili sportovci z Českého království.

## Československé medaile
| Medaile | Jméno | Sport       | Disciplína      |
| ------- | --- | ----------- | --------------- |
| Bronz   | Milada Skrbková Ladislav Žemla                                                                                   | Tenis       | Smíšená čtyřhra |
| Bronz   | Jan Peka Karel Wälzer Jan Palouš Otakar Vindyš Karel Hartmann Josef Šroubek Valentin Loos Karel Pešek Josef Loos | Lední hokej | turnaj mužů     |

## Seznam všech zúčastněných sportovců
| Číslo | Jméno               | Pohlaví | Věk | Sport               |
| ----- | ------------------- | ------- | --- | ------------------- |
| 1     | Otakar Vydra        | muž     | 18  | atletika            |
| 2     | Václav Vohralík     | muž     | 28  | atletika            |
| 3     | Josef Teplý         | muž     |     | atletika            |
| 4     | František Stejskal  | muž     | 24  | atletika            |
| 5     | František Šretr     | muž     |     | atletika            |
| 6     | Josef Šlehofer      | muž     | 20  | atletika            |
| 7     | Adolf Reich         | muž     | 18  | atletika            |
| 8     | Jaroslav Procházka  | muž     |     | atletika            |
| 9     | Karel Přibyl        | muž     | 20  | atletika            |
| 10    | Vojtěch Plzák       | muž     |     | atletika            |
| 11    | Karel Pacák         | muž     | 24  | atletika            |
| 12    | Harry Marek         | muž     |     | atletika            |
| 13    | František Kiehlmann | muž     | 18  | atletika            |
| 14    | František Hoplíček  | muž     | 30  | atletika            |
| 15    | Eduard Hašek        | muž     | 26  | atletika            |
| 16    | Karel Frankenstein  | muž     | 23  | atletika            |
| 17    | Jan Vaník           | muž     | 28  | fotbal              |
| 18    | Karel Steiner       | muž     | 25  | fotbal              |
| 19    | Emil Seifert        | muž     | 19  | fotbal              |
| 20    | Josef Sedláček      | muž     | 26  | fotbal              |
| 21    | Miroslav Pospíšil   | muž     | 29  | fotbal              |
| 22    | Jan Plaček          | muž     | 25  | fotbal              |
| 23    | Václav Pilát        | muž     | 31  | fotbal              |
| 24    | Antonín Perner      | muž     | 21  | fotbal              |
| 25    | Otakar Škvain-Mazal | muž     | 22  | fotbal              |
| 26    | František Kolenatý  | muž     | 20  | fotbal              |
| 27    | Rudolf Klapka       | muž     | 35  | fotbal              |
| 28    | Antonín Janda       | muž     | 27  | fotbal              |
| 29    | Antonín Hojer       | muž     | 26  | fotbal              |
| 30    | Karel Pešek         | muž     | 24  | fotbal, lední hokej |
| 31    | Václav Wirt         | muž     | 26  | gymnastika          |
| 32    | Jaroslav Velda      | muž     | 30  | gymnastika          |
| 33    | František Vaněček   | muž     | 28  | gymnastika          |
| 34    | Ladislav Vácha      | muž     | 21  | gymnastika          |
| 35    | Svatopluk Svoboda   | muž     | 33  | gymnastika          |
| 36    | Václav Stolár       | muž     | 26  | gymnastika          |
| 37    | Robert Pražák       | muž     | 27  | gymnastika          |
| 38    | František Pecháček  | muž     | 24  | gymnastika          |
| 39    | Josef Pagáč         | muž     | 25  | gymnastika          |
| 40    | Zdeněk Opočenský    | muž     | 24  | gymnastika          |
| 41    | Josef Malý          | muž     | 26  | gymnastika          |
| 42    | Miroslav Klinger    | muž     | 27  | gymnastika          |
| 43    | Stanislav Indruch   | muž     | 20  | gymnastika          |
| 44    | Josef Čada          | muž     | 39  | gymnastika          |
| 45    | Ladislav Bubeníček  | muž     | 28  | gymnastika          |
| 46    | Josef Bochníček     | muž     | 24  | gymnastika          |
| 47    | Bohumil Rameš       | muž     | 25  | cyklistika          |
| 48    | Josef Procházka     | muž     |     | cyklistika          |
| 49    | František Kundert   | muž     | 28  | cyklistika          |
| 50    | Ladislav Janoušek   | muž     |     | cyklistika          |
| 51    | Eduard Stibor       | muž     |     | vodní pólo          |
| 52    | Karel Wälzer        | muž     |     | lední hokej         |
| 53    | Otakar Vindyš       | muž     | 36  | lední hokej         |
| 54    | Josef Šroubek       | muž     | 28  | lední hokej         |
| 55    | Jan Peka            | muž     | 25  | lední hokej         |
| 56    | Jan Palouš          | muž     | 31  | lední hokej         |
| 57    | Valentin Loos       | muž     |     | lední hokej         |
| 58    | Karel Hartmann      | muž     |     | lední hokej         |
| 59    | Josef Loos          | muž     |     | lední hokej         |
| 60    | Zdeněk Vávra        | muž     |     | šerm                |
| 61    | Vilém Tvrzský       | muž     |     | šerm                |
| 62    | Jaroslav Tuček      | muž     | 37  | šerm                |
| 63    | Otakar Švorčík      | muž     | 33  | šerm                |
| 64    | Antonín Mikala      | muž     |     | šerm                |
| 65    | Josef Jungmann      | muž     | 32  | šerm                |
| 66    | Josef Javůrek       | muž     |     | šerm                |
| 67    | František Dvořák    | muž     |     | šerm                |
| 68    | Jan Černohorský     | muž     |     | šerm                |
| 69    | Emanuel Prüll       | muž     |     | plavání             |
| 70    | Alois Hrášek        | muž     |     | plavání             |
| 71    | Václav Bucháček     | muž     |     | plavání             |
| 72    | Josef Sucharda      | muž     | 37  | střelba             |
| 73    | Josef Štojdl        | muž     |     | střelba             |
| 74    | František Procházka | muž     |     | střelba             |
| 75    | Josef Linert        | muž     |     | střelba             |
| 76    | Václav Kindl        | muž     |     | střelba             |
| 77    | Rudolf Jelen        | muž     |     | střelba             |
| 78    | Antonín Brych       | muž     |     | střelba             |
| 79    | František Bláha     | muž     |     | střelba             |
| 80    | Otto Woffek         | muž     |     | tenis               |
| 81    | František Týř       | muž     |     | tenis               |
| 82    | Jaroslav Just       | muž     | 37  | tenis               |
| 83    | Bohuslav Hykš-Černý | muž     | 30  | tenis               |
| 84    | Karel Ardelt        | muž     | 31  | tenis               |
| 85    | Ladislav Žemla      | muž     | 32  | tenis               |
| 86    | Milada Skrbková     | žena    | 22  | tenis               |
| 87    | Gustav Zinke        | muž     |     | veslování           |
| 88    | Jiří Wihanovo       | muž     |     | veslování           |
| 89    | Otakar Votík        | muž     |     | veslování           |
| 90    | Dominik Štillip     | muž     |     | veslování           |
| 91    | Vladimír Širc       | muž     |     | veslování           |
| 92    | Josef Širc          | muž     |     | veslování           |
| 93    | Ivan Schweizer      | muž     | 35  | veslování           |
| 94    | Emil Ordnung        | muž     |     | veslování           |
| 95    | Jaroslav Oplt       | muž     |     | veslování           |
| 96    | Jindřich Mulač      | muž     |     | veslování           |
| 97    | Jiří Kallmünzer     | muž     | 23  | veslování           |
| 98    | Bohdan Kallmünzer   | muž     |     | veslování           |
| 99    | Karel Čížek         | muž     |     | veslování           |
| 100   | Ferdinand Brožek    | muž     |     | veslování           |
| 101   | Jan Bauch           | muž     |     | veslování           |
| 102   | Hugo Sedláček       | muž     |     | vodní pólo          |
| 103   | Antonín Novotný     | muž     |     | vodní pólo          |
| 104   | Václav Lancinger    | muž     |     | vodní pólo          |
| 105   | Jan Hora            | muž     |     | vodní pólo          |
| 106   | František Franěk    | muž     | 19  | vodní pólo          |
| 107   | Emil Girl           | muž     |     | vodní pólo          |
| 108   | František Černík    | muž     | 19  | vodní pólo          |
| 109   | Ludvík Wágner       | muž     |     | vzpírání            |
| 110   | Jaroslav Dvořák     | muž     | 23  | vzpírání            |
| 111   | František Tázler    | muž     |     | zápas               |
| 112   | Josef Struna        | muž     |     | zápas               |
| 113   | František Řezáč     | muž     |     | zápas               |
| 114   | Jan Kraus           | muž     |     | zápas               |
| 115   | František Kopřiva   | muž     | 27  | zápas               |
| 116   | František Kocián    | muž     |     | zápas               |
| 117   | Josef Huml          | muž     | 39  | zápas               |
| 118   | Karel Halík         | muž     | 36  | zápas               |
| 119   | Josef Beránek       | muž     | 28  | zápas               |
| 120   | Jan Balej           | muž     | 26  | zápas               |